# Museu Arqueològic d'Amfípolis
El Museu Arqueològic d'Amfípolis és un dels museus de la zona de Macedònia Central, a Grècia.
És en un edifici construït entre 1976 i 1987 per albergar els objectes que es trobaven en les excavacions de la zona, realitzades sobretot per la Societat Arqueològica d'Atenes sota la direcció de Dimitrios Lazaridis entre 1956 i 1984.

## Col·leccions
El museu conté una col·lecció d'objectes que mostren la història de l'antiga ciutat d'Amfípolis i de la seua àrea circumdant.
Es divideix en seccions temàtiques. La primera correspon a la prehistòria, que alberga una sèrie d'objectes de períodes compresos entre el Neolític mitjà (5000 ae) i l'edat del ferro primerenca (750 ae). Tot seguit hi ha la secció del període històric primerenc, en què les troballes trobades en tombes de la zona, sobretot de ceràmica, testifiquen el progressiu establiment a l'àrea de població grega a partir del segle VII ae.
Una tercera secció és la dels períodes clàssic i hel·lenístic, en què s'exposa l'expansió de la ciutat d'Amfípolis, que havia estat fundada com a colònia atenesa al 437 ae, però aviat esdevingué una ciutat independent fins que va ser absorbida pel Regne de Macedònia al 357 ae. En aquesta secció s'exposen troballes procedents d'alguns santuaris de la ciutat, dedicats tant a divinitats locals com als déus olímpics i del gimnàs, que degué ser un lloc important. La vida quotidiana i pública de la ciutat es reflecteix també en monedes, ceràmica, productes artesans i escultures. A més a més, s'exposen les pràctiques funeràries amb aixovars funeraris pertanyents a persones de diferents classes socials.

La quarta secció correspon a l'època romana, en què la ciutat també tenia importància, com testifiquen els sòls de mosaic i altres obres d'art d'aquest període trobades a l'àrea. La cinquena secció exposa l'època dels primitius cristians, en què es mostren troballes de diverses basíliques com mosaics i elements arquitectònics amb una rica decoració. Al segle vi, però, les invasions eslaves provoquen el declivi de la ciutat. En acabant, una sisena secció exposa les troballes del període romà d'Orient, en què l'àrea més densament poblada de la zona era la de la ciutat portuària de Crisòpolis, mentre entre les restes de la ciutat d'Amfípolis hi havia només un petit llogaret.

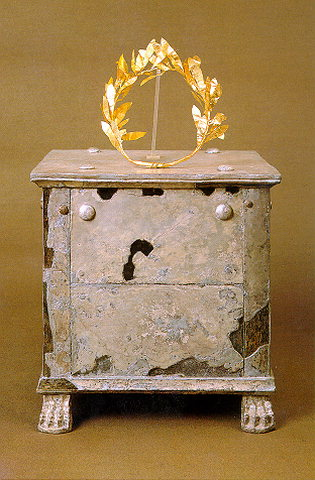
Sarcòfag de fang i argent i corona d'or de fulles d'olivera
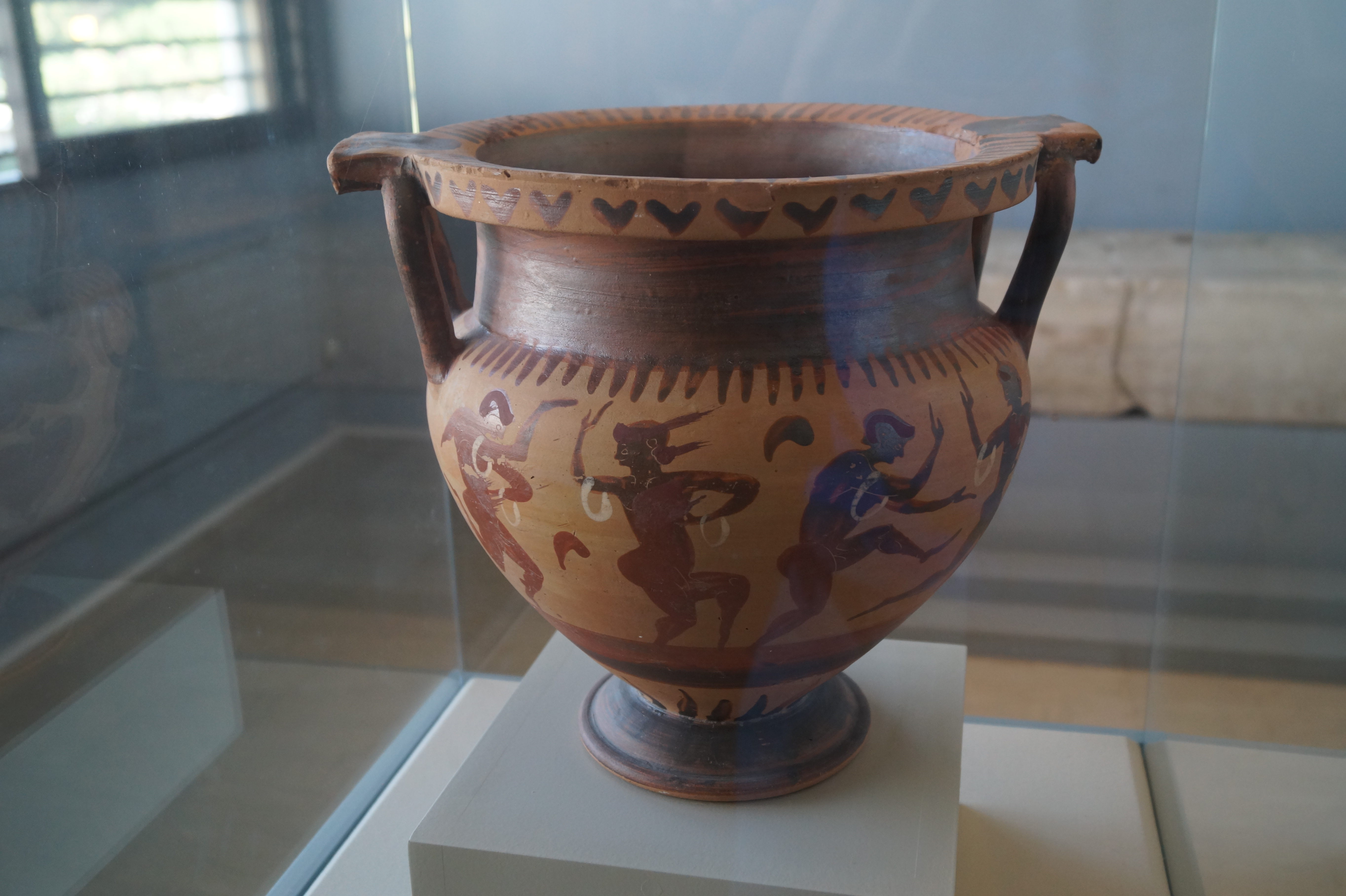
Crater del s. VI ae procedent d'Eon
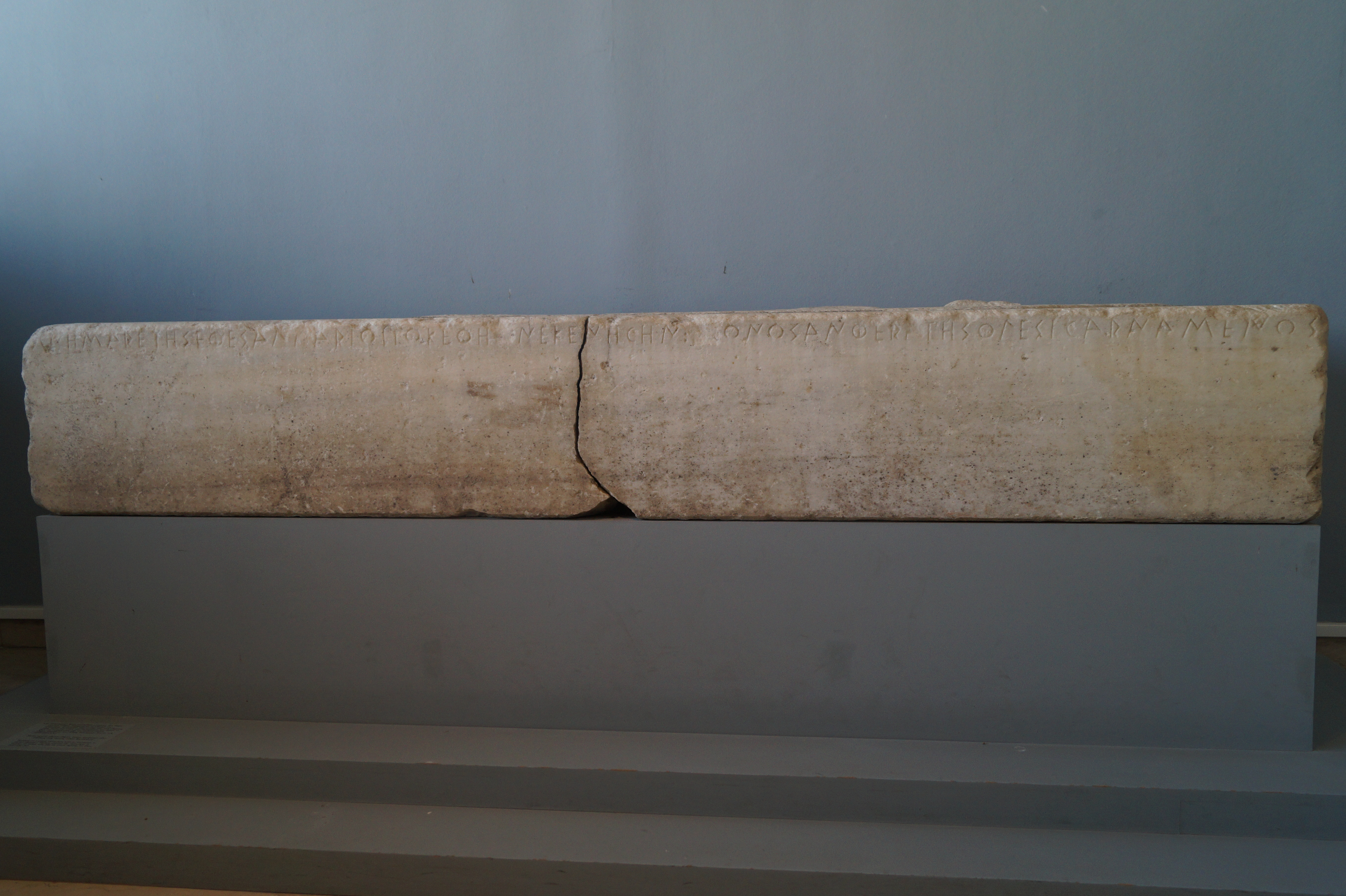
Pedestal d'una estàtua trobat a Amfípolis amb una inscripció en honor d'un defensor de la ciutat d'Eon
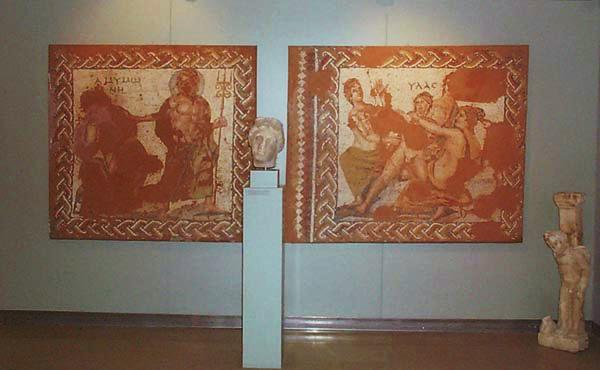
Dos mosaics del període romà, representant Posidó i Files i les nimfes